# 拉玛 (科罗拉多州)
拉玛（英語：Ramah），是美国科罗拉多州埃尔帕索县下属的一座城市。建市于1927年7月18日，面积大约为0.245平方英里（0.636平方公里）。根据2010年美国人口普查，该市有人口123人。2011年估计该市有人口125人，相比2010年人口增长率为1.63%。同时，按人口计算，该市是科罗拉多州第249大城市。